# Lithobius foviceps
Lithobius foviceps är en mångfotingart som beskrevs av Muralevitch 1926. Lithobius foviceps ingår i släktet Lithobius och familjen stenkrypare. Inga underarter finns listade i Catalogue of Life.